# 伊特什蒂鄉
46°39′N 26°52′E / 46.650°N 26.867°E
伊特什蒂鄉（羅馬尼亞語：Comuna Itești, Bacău），是羅馬尼亞的鄉份，位於該國東北部，由巴克烏縣負責管轄，面積36平方公里，海拔高度174米，2007年人口1,509，人口密度每平方公里42人。